# Victoria Terrasse

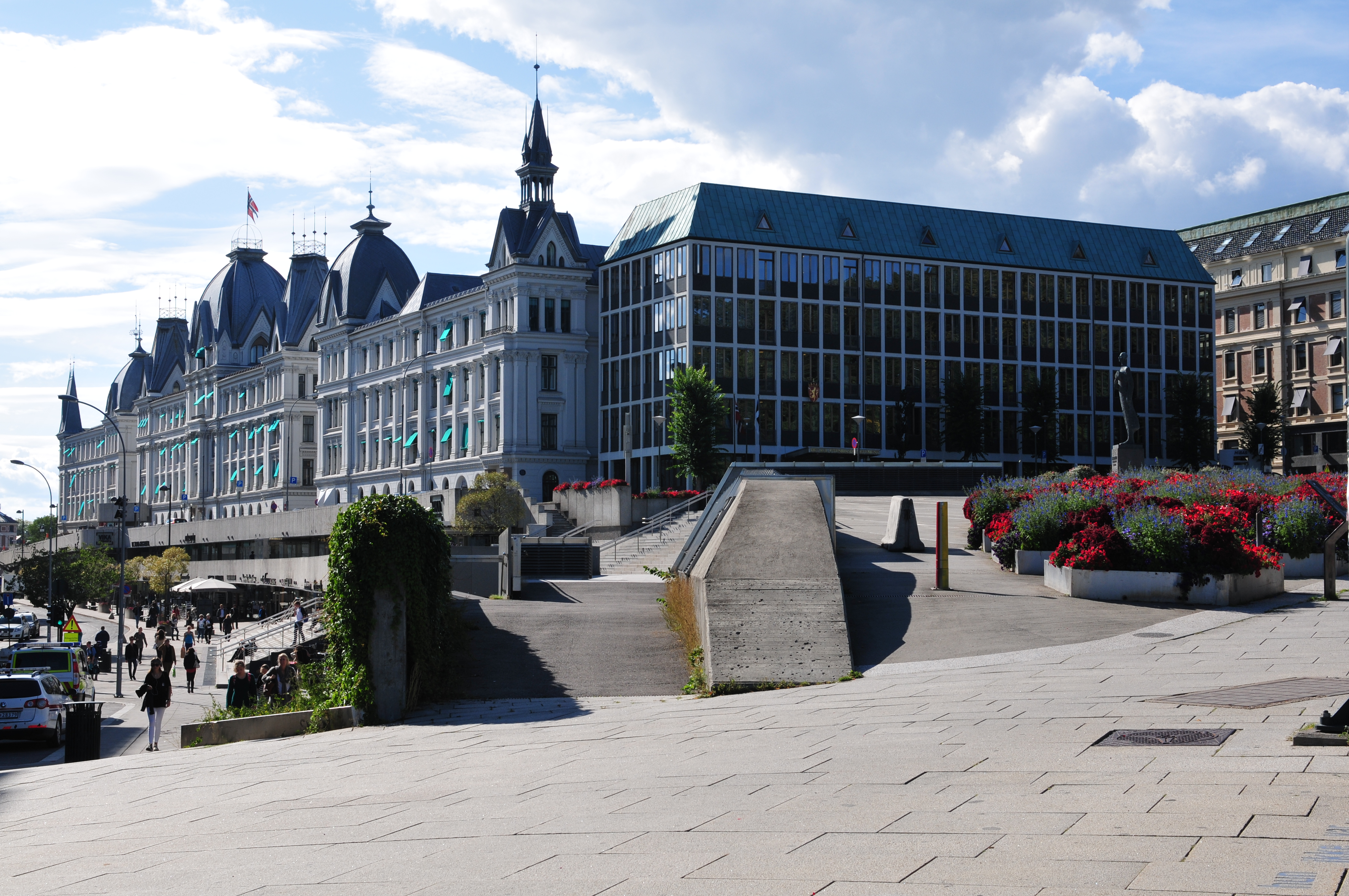
Victoria Terrasse (2014)

Victoria Terrasse ist ein Gebäudekomplex in Oslo, Norwegen.
In den 1880er Jahren unter Architekt Henrik Thrap-Meyer gebaut, nutzte der norwegische Staat ihn ab 1913 als Polizeistation und für politische Büros.
Ab April 1940, mit der Besetzung Norwegens durch das Dritte Reich, hatten Sicherheitspolizei und Sicherheitsdienst dort ihr Hauptquartier. Sie nutzten den Gebäudekomplex als Verhörstelle für alle Gefangenen in Oslo; er war daher als Ort von Missbrauch und Folter in Norwegen gefürchtet. Gelegentlich sprangen Gefangene, die auf ihr Verhör warteten, durch die Fenster in den Tod. Am 25. September 1942 und 31. Dezember 1944 war Victoria Terrasse Ziel alliierter Luftangriffe; die Bomben verfehlten das Gebäude jedoch und trafen stattdessen zivile Objekte.
Heutzutage wird der Komplex vom norwegischen Außenministerium genutzt.